# Зелена Гірка
Зелена Гірка (крим. Yeşil dağı) або Зеленчужка, Червона Гірка, Красна Гірка (раніше — Мекензин курган) — район та історична місцевість у складі Нахімівського району міста Севастополь.
Знаходиться на південний схід від Пересипу — між Лабораторною, Сарандинакіною і Делагардовою балками. Назва походить від рясної зеленої рослинності місцини.
Основні вулиці: Танкистів, Таманська, Каспійська, Зелена вулиця.

## Історія
Район з'явився на початку ХІХ століття, коли тут виросла невелика слобідка, в якій селилася севастопольська біднота і яку у 1830—1840 роках. називали Зеленчужкою.
Пізніше, у середині ХІХ ст., вона мала офіційну назву «Мекензин курган» — на ім'я командувача севастопольською ескадрою Ф. Ф. Макензі. Свою третю назву «Червона» висота отримала в 30-ті роки XX столітті, на згадку про революційні події на Корабельній стороні в 1905—1907 і в 1917 рр.
Мікрорайон розташований на пагорбі, що височіє над автовокзалом.
На Зеленій гірці встановлено танк Т-34-своєрідний пам'ятник на могилі 24 танкістів, загиблих при звільненні Севастополя в травні 1944 р.